# Club Sportivo Buenos Aires
Il Club Sportivo Buenos Aires è stata una società calcistica argentina di Buenos Aires, fondata il 19 ottobre 1910.

## Storia
Lo Sportivo venne fondato nel 1910 a Buenos Aires, come risultato della fusione di Sportivo Argentino e Buenos Aires Isla Maciel. Affiliatosi alla Asociación Amateurs de Football, nel 1920 partecipò per la prima volta a un torneo di massima serie, la Primera División. Alla sua prima stagione giunse sedicesimo, così come nell'annata seguente. Nel 1922 si classificò 17º, e migliorò l'anno dopo raggiungendo l'ottavo posto, che mantenne nel biennio seguente. L'ultima stagione nella AAm terminò con la diciassettesima posizione. Nel 1927 si affiliò alla AAAF, e militò nella massima serie di tale federazione sino al 1930. Nel 1931 la società si unì al Club Social Buenos Aires, assumendo la denominazione Club Social y Sportivo Buenos Aires. Con tale nome partecipò alle tre stagioni dilettantistiche organizzate dalla AAF. Nel 1935 giocò in seconda serie, classificandosi al 34º e ultimo posto. Nel 1939 arrivò ultimo e retrocesse in terza divisione.